# Hovin (przystanek kolejowy)
Hovin – kolejowy przystanek osobowy w Hovin, w regionie Trøndelag w Norwegii, jest oddalony od Oslo Sentralstasjon o 507,89 km. Znajduje się na wysokości 54,8 m n.p.m.

## Ruch pasażerski
Należy do linii Dovrebanen, Jest elementem kolei aglomeracyjnej w Trondheim i obsługuje lokalny ruch do Røros, Trondheim S i Steinkjer. W ciągu dnia odchodzi z niej ok. 10 pociągów.

## Obsługa pasażerów
Wiata, poczekalnia, parking na 15 samochodów, parking rowerów. Odprawa podróżnych odbywa się w pociągu.